# والتر ك. ويلسون جونيور
والتر ك. ويلسون جونيور (بالإنجليزية: Walter K. Wilson, Jr.)‏ هو عسكري أمريكي، ولد في 26 أغسطس 1906 في Fort Barrancas ‏ في الولايات المتحدة، وتوفي في 6 ديسمبر 1985 في موبيل في الولايات المتحدة.